# Copalillo (kommun)
Copalillo är en kommun i Mexiko.   Den ligger i delstaten Guerrero, i den sydöstra delen av landet, 160 km söder om huvudstaden Mexico City. Antalet invånare är 13 747.
Följande samhällen finns i Copalillo:
- Copalillo
- Mezquitlán
- Tlayahualco
- Chimalacacingo
- Hueyiatl
- San Miguel Mezquitepec
- Acingo
- Tenantitlán